# Републикански път III-5392
Републикански път IIІ-5392 е третокласен път, част от Републиканската пътна мрежа на България, преминаващ изцяло по територията на Бургаска област. Дължината му е 18,4 km.
Пътят се отклонява наляво при 33,9 km на Републикански път III-539 северно от село Винарско и се насочва на юг през северната част на Бургаската низина. Минава през центъра на селото, завива на югоизток и през село Кръстина достига до центъра на град Камено, където отново се насочва на юг. След 7,9 km в центъра на село Братово се свързва с Републикански път III-7909 при неговия 12,5 km.
| Пътища, отклоняващи се надясно (населено място, № на пътя, посока на пътя)        | km   | Пътища, отклоняващи се наляво (посока на пътя, № на пътя, населено място) |
| --------------------------------------------------------------------------------- | ---- | ------------------------------------------------------------------------- |
| Община Камено, III-539, 33,9 km →                                                 | 0,0  | → 33,9 km, III-539, Община Камено                                         |
| с. Винарско                                                                       | 1,1  | с. Винарско                                                               |
| с. Кръстина                                                                       | 5,5  | с. Кръстина                                                               |
| (от 502 km на I-6) III-6008, 16,1 km, гр. Камено → (за с. Свобода) общински път ← | 10,5 | гр. Камено                                                                |
| (до КППЗ „Лукойл-Нефтохим“) III-5393, 0 km ←                                      | 16,5 |                                                                           |
| (до 22,9 km на III-539) III-7909, 12,5 km, с. Братово ←                           | 18,4 | ← с. Братово, 12,5 km, III-7909 (от гр. Бургас                            |